# Scopula normalis
Scopula normalis är en fjärilsart som beskrevs av Claude Herbulot 1955. Scopula normalis ingår i släktet Scopula och familjen mätare. Inga underarter finns listade.